# السعفاف (ملحان)

تعديل مصدري - تعديل

السعفاف هي إحدى قرى عزلة الروضة بمديرية ملحان التابعة لمحافظة المحويت، بلغ تعداد سكانها 196 نسمة حسب تعداد اليمن لعام 2004.